# عشق و هیولاها
عشق و هیولاها (به انگلیسی: Love and Monsters) یک فیلم ماجراجویی هیولایی به کارگردانی مایکل متیوز ساخته ۲۰۲۰ (میلادی) ایالات متحده آمریکا است. این فیلم در نود و سومین دوره جوایز اسکار نامزد بهترین جلوه‌های تصویری شد.

## بازیگران
- دیلن اوبرایان در نقش جول (جوئل) داسن، بازمانده‌ای از فیرفیلد، کالیفرنیا.
- جسیکا هنویک در نقش ایمی، دوست دختر جول قبل از آخرالزمان
- مایکل روکر در نقش کلاید داتن
- دن ایوْاینگ در نقش کاپیتان
- آریانا گرینبلات در نقش مینو، یک متخصص بقا
- الن هولمن در نقش دانا، همکار کاپیتان
- تِرِی هیل در نقش روکو، همکار کاپیتان
- پاچارو مزمبه در نقش ری، عضوی از گروه جول
- سنی پریتی در نقش کارن، عضوی از گروه جول
- اِمالی گلدن در نقش ایوا، عضوی از گروه جول
- تی کوه توهاکا در نقش تیم، عضوی از گروه جول
- تِسنیم راک در نقش آنا لوسیا
- توماس کمبل در نقش اندرسون
- ملنی زِنتی کالا، و همچنین صدای Mav1s (میویس)، یک ربات
- بروس اسپنس در نقش «پیت پیر»
- دانی بکستر در نقش پارکر
- اندرو بیوکنن در نقش پدر جول
- تندی رایت در نقش مادر جول